# Petricor

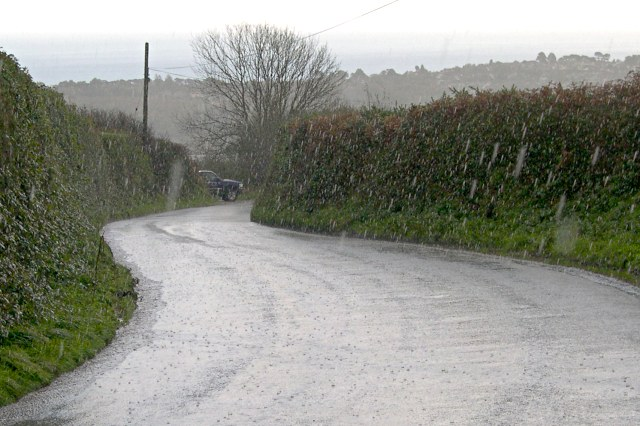
Pluja sobre un camí de Cornualla, Anglaterra.

Petricor és el nom que rep l'olor que provoca la pluja en caure en els sòls eixuts. El nom deriva de la unió de dues paraules gregues: πέτρος petros, que significa "pedra", i ἰχώρ, ikhôr, paraula amb la qual anomenaven el líquid que fluïa per les venes dels déus en la mitologia grega. Es defineix com l'aroma característica que acompanya la primera pluja després d'un llarg període de sequera.

## Explicació científica
Aquest terme va ser creat originalment el 1964, en anglès, per dos geòlegs australians: Isabel Joy Bear i R. G. Thomas. Va aparèixer per primera vegada a la revista Nature (993/2). Al seu article, els autors el van descriure com "l'olor que deriva d'un oli traspuat per certes plantes durant períodes de sequera". Aquest oli queda adsorbit a la superfície de les roques, principalment les sedimentàries com les argilenques, i en entrar en contacte amb la pluja és alliberat en l'aire juntament amb un altre compost: la geosmina. La geosmina és un producte metabòlic de certs actinobacteris. L'emissió d'aquests compostos és el que produeix l'aroma característica, a la qual també es pot afegir la de l'ozó, si a més a més hi ha activitat elèctrica.
En un treball posterior, Bear i Thomas (1965) van demostrar que aquests olis aromàtics retarden la germinació de les llavors i el creixement de les plantes. Això podria indicar que les plantes traspuen aquests olis amb la finalitat de protegir les llavors i evitar que germinin en èpoques de sequera. Després de períodes de sequera en zones desèrtiques, el petricor és molt més perceptible i penetrant quan arriba el període de pluges. Per la seva complexa composició (més de 50 substàncies), el petricor no s'ha pogut sintetitzar.
El 2015, científics del MIT van fer servir càmeres d'alta velocitat per a mostrar com aquesta olor s'introdueix a l'aire. Van filmar gotes de pluja caient en 16 superfícies diferents, variant la intensitat i l'altura de la caiguda. Van descobrir que, en colpejar una superfície porosa, es creen petites bombolles dins la gota. Aquestes bombolles augmenten de grandària i suren cap amunt. En arribar a la superfície, es trenquen i alliberen una "efervescència d'aerosols" a l'aire, els quals transporten l'aroma.